# Lijst van afleveringen van Waking the Dead
Dit is een lijst met afleveringen van de Britse televisieserie Waking the Dead. De serie telt in totaal negen seizoenen. Een overzicht van alle afleveringen is hieronder te vinden.
In Nederland wordt het uitgezonden op KRO en zijn al zeven seizoen verschenen, in Vlaanderen wordt het uitgezonden op Vitaya, waar intussen al acht seizoenen zijn verschenen.

## Pilot: 2000
| Aflevering | Serie   | Titel van aflevering | Uitzenddatum BBC               | Uitzenddatum KRO |
| ---------- | ------- | -------------------- | ------------------------------ | ---------------- |
| 1          | 001-002 | Waking the Dead      | 4 september & 5 september 2000 | 2003             |

## Seizoen 1: 2001
| Aflevering | Serie   | Titel van aflevering  | Uitzenddatum BBC       | Uitzenddatum KRO |
| ---------- | ------- | --------------------- | ---------------------- | ---------------- |
| 1          | 003-004 | Burn Out              | 18 juni & 19 juni 2001 | 2003             |
| 2          | 005-006 | Blind Beggar          | 25 juni & 26 juni 2001 | 2003             |
| 3          | 007-008 | A Simple Sacrifice    | 2 juli & 3 juli 2001   | 2003             |
| 4          | 009-010 | Every Breath You Take | 9 juli & 10 juli 2001  | 2003             |

## Seizoen 2: 2002
| Aflevering | Serie   | Titel Aflevering     | Uitzenddatum BBC                 | Uitzenddatum KRO | Plot |
| ---------- | ------- | -------------------- | -------------------------------- | ---------------- | --- |
| 1          | 011-012 | Life Sentence        | 2 september & 3 september 2002   | 2004             | Seriemoordenaar Thomas Rice liet de politie over het lot van zijn slachtoffers beslissen door ze een speelkaart te laten trekken, zit in het gevang. Maar dan ontvangt DCI Boyd een pak speelkaarten met een recente foto van een vastgebonden vrouw. Boyd vermoedde al dat Rice een medeplichtige had. Rice zegt niets van een nieuw slachtoffer te weten. Onderweg terug naar de gevangenis ontsnapt hij...                                          |
| 2          | 013-014 | Deathwatch           | 9 september & 10 september 2002  | 2004             | Op zijn sterfbed in een verpleeghuis bekent Harry Newman twaalf ongeautoriseerde moorden. Zijn slachtoffers blijken allemaal op gewelddadige wijze om het leven te zijn gekomen. Newman wordt geïdentificeerd als voormalig commando Peter Harper. Er is een verband tussen Newmans moorden en de ter dood gebrachte gangster Charlie Sutton. Is hij wel echt dood? En was hij eigenlijk wel schuldig? Deze aflevering werd genomineerd voor een Emmy. |
| 3          | 015-016 | Special Relationship | 16 september & 17 september 2002 | 2004             | Een inbreker wordt vrijgesproken van de moord op Katherine Reed, adviseur op het Ministerie van Binnenlandse Zaken. De mannelijke hoofdverdachte bleek een affaire te hebben met het slachtoffer. Volgens zijn vrouw was de verhouding met Reed niet zijn eerste misstap. Ze verdenkt hem bovendien van betrokkenheid bij de mysterieuze dood van hun kinderen.                                                                                        |
| 4          | 017-018 | Thin Air             | 3 november & 4 november 2002     | 2004             | De achttienjarige Joanna Gold verdween in 1989 op klaarlichte dag. Nu wordt haar rode jurk in een kluisje gevonden. Boyd verdenkt de eigenaar van het kluisje van haar moord. Clara is geobsedeerd door de moord op haar oudere zus Joanna en denkt dat ze gestalkt wordt. Samen met Boyd wil ze de moordenaar in Joanna’s rode jurk uitdagen. |

## Seizoen 3: 2003
| Aflevering | Serie   | Titel Aflevering | Uitzenddatum BBC                 | Uitzenddatum KRO | Plot |
| ---------- | ------- | ---------------- | -------------------------------- | ---------------- | --- |
| 1          | 019-020 | Multistorey      | 14 september & 15 september 2003 | 2005             | Carl Mackenzie werd veroordeeld voor een bloedbad in een parkeergarage. Hij heeft zijn onschuld altijd volgehouden. Hij beweert dat iemand hem erin heeft geluisd. De zaak wordt heropend omdat Mackenzie een beroepszaak heeft gewonnen, Boyd heeft hier helemaal geen zin in. Een van de slachtoffers was namelijk een vriend van hem. Het politieonderzoek blijkt echter rommelig uitgevoerd. |
| 2          | 021-022 | Walking On Water | 21 september & 22 september 2003 | 2005             | Frankie's DNA bewijs zorgt ervoor dat Mark Lovell vrijkomt. Hij was veroordeeld voor de moord op zijn adoptief vader. Boyd gaat op zoek naar de rest van de familie, die verdwenen is sinds de moord. Algemeen wordt aangenomen dat zij gezonken zijn met de familieboot. De overgebleven familieleden zijn niet blij met Marks vrijlating, zij vrezen voor hun erfenis.                         |
| 3          | 023-024 | Breaking Glass   | 27 september & 28 september 2003 | 2005             | Terry Tanner ontdekt dankzij therapie dat hij in het weeshuis seksueel is misbruikt. Zijn therapeute meldt dit aan het coldcaseteam, Tanner herinnerde zich namelijk ook een moord. Dan verdwijnt Tanner, het team vermoedt dat hij achter de dader aan is. In een race tegen de klok proberen ze de identiteit van de pedofiele dader te achterhalen. Deze aflevering is bekroond met een Emmy. |
| 4          | 025-026 | Final Cut        | 5 oktober & 6 oktober 2003       | 2005             | Bij de renovatie van een huis in Notting Hill duikt een gemummificeerd lijk op uit de jaren zestig. Het huis fungeerde destijds als filmdecor voor een gangsterstrijd. Achter de muren blijken nog meer lijken verborgen. De vraag rijst of het filmgevecht wel fictie was. Het ontrafelen van het verleden, zet nieuwe moorden in gang.                                                         |

## Seizoen 4: 2004
| Aflevering | Serie   | Titel Aflevering         | Uitzenddatum BBC               | Uitzenddatum KRO | Plot |
| ---------- | ------- | ------------------------ | ------------------------------ | ---------------- | --- |
| 1          | 027-028 | In the Sight of the Lord | 11 juli & 12 juli 2004         | april 2006       | De zaak van een oud-soldaat die in 1948 dood werd gevonden met zijn hoofd vastgepind aan de vloer, wordt heropend. Het team ontdekt dat eenzelfde moord plaatsvond in de jaren zestig. Dan slaat de moordenaar opnieuw toe in een verpleegtehuis. Is de Tweede Wereldoorlog de link in deze zaak? De slachtoffers zijn allemaal overlevenden uit hetzelfde regiment.                                            |
| 2          | 029-030 | False Flag               | 18 juli & 19 juli 2004         | april 2006       | Tijdens de sloop van een garage wordt een auto aangetroffen met een skelet erin en een bom eronder. Waarom ging deze niet af? En waarom werd de aanslagpleger vermoord? Er blijkt een link met een Ierse terroristische cel. Een oud-legerofficier vertrouwt Boyd toe dat de veiligheidsdienst niet altijd eerlijk spel speelde in het Noord-Ierland van de jaren zeventig. Dan wordt de oud-officier vermoord. |
| 3          | 031-032 | Fugue States             | 25 juli & 26 juli 2004         | mei 2006         | Vijftien jaar terug vond een landelijke zoekactie plaats naar een ontvoerde tweeling. Nu komt Jason, de mannelijke helft, in het ziekenhuis terecht. De zoektocht naar zijn zus Cindy begint opnieuw. Jason vlucht uit het ziekenhuis. Wat hebben de dokter die hem opnam, de chauffeur die hem aanreed en zijn adoptief ouders met elkaar te maken?                                                            |
| 4          | 033-034 | Anger Management         | 1 augustus & 2 augustus 2004   | mei 2006         | Een ex-gedetineerde wordt verdacht als een gast in zijn hostel wordt vermoord. Het ziet er echter naar uit dat de verdachte het beoogde slachtoffer was. Het team onderzoekt zijn verleden en criminele contacten. |
| 5          | 035-036 | The Hardest Word         | 8 augustus & 9 augustus 2004   | mei 2006         | Een man is het dodelijk slachtoffer van sadomasochisme. Het team is een soortgelijke zaak aan het onderzoeken van vier jaar terug. Hoewel beide mannen een hetero leven leidden, blijken zij beide homoseksueel. Het lijkt erop dat ze daarom zijn omgebracht. Als het onderzoek een andere weg inslaat, komt een heel ander motief aan het licht.                                                              |
| 6          | 037-038 | Shadowplay               | 15 augustus & 16 augustus 2004 | juni 2006        | Een jonge vrouw met psychische problemen heeft haar familie omgebracht door brandstichting. Ze beweert hiertoe te zijn aangezet door 'De Herder'. Al eerder blijken twee vrouwen door deze mysterieuze figuur te zijn aangezet tot moord. Het team moet erachter zien te komen waarom deze 'Herder' zich richt op de patiënten van de psychiater die hen attent maakte op zijn bestaan.                         |

## Seizoen 5: 2005
| Aflevering | Serie   | Titel Aflevering  | Uitzenddatum BBC                 | Uitzenddatum KRO | Plot |
| ---------- | ------- | ----------------- | -------------------------------- | ---------------- | --- |
| 1          | 039-040 | Towers of Silence | 18 september & 19 september 2005 | augustus 2006    | Terwijl Boyd een vervanger voor Mel probeert te vinden, wordt in een vervallen vliegtuig een gemummificeerd lichaam aangetroffen. Het team krijgt assistentie uit Kent, waar een soortgelijke moord plaatsvond. De detectives komen terecht in een wereld van nep-medicijnen die duur worden verkocht aan aidspatiënten in ontwikkelingslanden. Een groot internationaal farmaceutisch bedrijf gaat erg ver om dit in de doofpot te stoppen. |
| 2          | 041-042 | Black Run         | 25 september & 26 september 2005 | augustus 2006    | DS Stella Goodman is aangenomen als nieuw lid van het team. Ex-politieagent Eddie Vine laat Boyd naar de gevangenis komen. Vine zit een levenslange gevangenisstraf uit voor moord op zijn partner en beste vriend Tom Pallisser. Boyd verwacht een bekentenis maar krijgt vergiffenis. Hij hoort bovendien dat Vine dodelijk ziek is. Boyds geweten begint te knagen: had hij het mis?                                                      |
| 3          | 043-044 | Subterraneans     | 2 oktober & 3 oktober 2005       | augustus 2006    | Een jaar nadat hij verdween wordt een miljonair dood gevonden. Hij werd door zijn ontvoerder gevangen gehouden in een kelder en lijkt zelfmoord te hebben gepleegd. De ontvoerder had nooit losgeld geëist. In dezelfde kelder wordt een ander lijk aangetroffen. Deze tweede man is een paar jaar eerder op brute wijze vermoord. Tussen de slachtoffers lijkt geen verband dat een motief kan opleveren.                                   |
| 4          | 045-046 | Straw Dog         | 9 oktober & 10 oktober 2005      | september 2006   | Grace Foley is opgeroepen om te getuigen in het hoger beroep van Tony Green. Hij is dertig jaar geleden, mede dankzij Foley, veroordeeld voor de moord op en verminking van jonge mannen. Voor de zitting krijgt Foley een pot vingers toegestuurd. Iemand imiteert Greens werkwijze en driegt zijn slachtoffer te vermoorden als Foley niet toegeeft dat ze fout zat.                                                                       |
| 5          | 047-048 | Undertow          | 16 oktober & 17 oktober 2005     | september 2006   | Het team ontdekt het bestaan van een seriemoordenaar. Steven Hunt wordt bijna vrijgelaten na negen maanden gevangenisstraf voor fraude. Het team moet haast maken met het oplossen van de moorden om ervoor te zorgen dat hij niet op vrije voeten komt en verder kan gaan met moorden. Een gebrek aan hard bewijs maakt dit onmogelijk en Hunt komt op vrije voeten.                                                                        |
| 6          | 049-050 | Cold Fusion       | 23 oktober & 24 oktober 2005     | september 2006   | Het lijkt erop dat iemand binnen het team probeert doorslaggevend DNA-materiaal uit het laboratorium te stelen om een dubbele moord van twintig jaar geleden te verdoezelen. Spencer wordt verdacht, maar hij ontsnapt aan een aanslag met een gasbom. Daarop neemt het antiterreurteam het gebouw over. Dan blijkt dat dit team wil voorkomen dat de moord wordt opgelost.                                                                  |

## Seizoen 6: 2007
| Aflevering | Serie   | Titel Aflevering | Uitzenddatum BBC               | Uitzenddatum KRO | Plot |
| ---------- | ------- | ---------------- | ------------------------------ | ---------------- | --- |
| 1          | 051-052 | Wren Boys        | 7 januari & 8 januari 2007     | maart 2007       | De tiener Davy is verdronken in vloeibaar beton. Zijn broer Joe McDonagh blijkt in coma te liggen. Deze doet aan prijsvechten waarbij geen bokshandschoenen worden gebruikt, het zogenaamde pagan fighting. |
| 2          | 053-054 | Deus Ex Machina  | 14 januari & 15 januari 2007   | april 2007       | Een Soedanese politicus gaat in hongerstaking omdat Groot-Brittannië de schedel van de ‘Mahdi’, een 19e-eeuwse heerser niet wil overhandigen. Het is door de Engelse strijdkrachten uit een Soedanees mausoleum gestolen. Boyd en zijn team wordt gevraagd uit te zoeken waar de schedel zich bevindt. Een voormalig MI6-agent wil dat een zaak van 20 jaar geleden wordt geopend, waarbij een Iraakse vluchteling in zijn Londense groentewinkel werd vermoord. Volgens hem is er verband met de gezochte schedel. |
| 3          | 055-056 | The Fall         | 21 januari & 22 januari 2007   | april 2007       | Werklui ontdekken twee lichamen in een voormalig bankgebouw. De man is de directeur Simmel, die ervan verdacht werd het land te zijn ontvlucht met veel kapitaal. De vrouw is de journaliste Katherine Keane. Op haar lichaam wordt letsel aangetroffen dat doet denken aan de zelfkastijding die je wel ziet bij aanhangers van Opus Dei. |
| 4          | 057-058 | Mask of Sanity   | 28 januari & 29 januari 2007   | april 2007       | James Jenson, jarenlang patiënt op een longstay van een gesloten psychiatrische inrichting, komt op een dag vrij. Op die dag ontvangt de vrouw van een moordslachtoffer uit het verleden de portemonnee van een drietal moordslachtoffers. Jenson was de belangrijkste verdachte in die betreffende zaken, maar hij werd toen niet in staat geacht terecht te staan. |
| 5          | 059-060 | Double Bind      | 4 februari & 5 februari 2007   | april 2007       | De ontsnapte psychiatrische patiënt Daniel Lennon instrueert een familie in Hampstead om het lijk van een 40-jarige man op te graven in hun tuin. Lennon is ooit veroordeeld voor de moord op zijn ouders. Hij is nu op de vlucht, gebruikt zijn medicatie niet meer en neemt LSD. |
| 6          | 061-062 | Yahrzeit         | 18 februari & 19 februari 2007 | mei 2007         | Boyd ontvangt een anoniem pakketje met daarin een ceremoniële nazidolk. Het nummer dat bijgevoegd is, verwijst naar de cold case van de onopgeloste moord op een meisje in Oost-Londen in mei 1945. De laatste persoon die dat dossier heeft ingezien, blijkt oud-collega Mel Silver te zijn geweest, 2 weken voor haar dood. |

## Seizoen 7: 2008
| Aflevering | Serie   | Titel Aflevering | Uitzenddatum BBC         | Uitzenddatum KRO | Plot |
| ---------- | ------- | ---------------- | ------------------------ | ---------------- | --- |
| 1          | 063-064 | Missing Persons  | 14 april & 15 april 2008 | 31 mei 2008      | Het DNA van een vrouw die haar dochter beschermt tegen een overvaller, blijkt overeen te komen met het DNA gevonden op een plaats delict in 1990. Boyd vecht ondertussen met zijn emoties als er nieuws is over zijn zoon die al zeven jaar vermist wordt. |
| 2          | 065-066 | Sins             | 21 april & 22 april 2008 | maart 2009       | Het coldcaseteam onderzoekt het mysterie dat om de menselijke resten hangt die gevonden zijn in een kanaal in de stad. Er wordt een link gevonden die leidt naar met een gevangenisdirecteur. |
| 3          | 067-068 | Duty and Honour  | 28 april & 29 april 2008 | maart 2009       | Als een hond toevallig de menselijke resten opgraaft in een bos, ontdekt het team een verband met het onthoofde lijk dat twee jaar eerder vlak bij enkele legerbarakken werd gevonden. |
| 4          | 069-070 | Skin             | 5 mei & 6 mei 2008       | april 2009       | Het team ontvangt een anonieme e-mail dat er een lichaam begraven ligt op een braakliggend terrein. Het blijkt van een rechtse politiek activist te zijn die daar al vanaf de beginjaren negentig ligt. Bij het onderzoeken van zijn verleden ontdekt het team dat hij niet degene was waar hij zich voor uitgaf.                                                          |
| 5          | 071-072 | Wounds           | 12 mei & 13 mei 2008     | april 2009       | Boyd en zijn team onderzoeken een ritueel begraven lichaam dat gevonden is in een tunnel die niet meer wordt gebruikt. De tunnel is ooit gebouwd door een groep die protesteerde tegen het aanleggen van een weg. |
| 6          | 073-074 | Pieta            | 19 mei & 20 mei 2008     | april 2009       | Op de plaats waar een verkeersongeluk plaatsvond wordt DNA gevonden dat hetzelfde is als de DNA gevonden door Eve toen ze ter plekke onderzoek deed bij de massagraven in het conflict tussen Bosnië en Servië. Boyd zweert vervolgens niet te zullen rusten voor de verantwoordelijke oorlogscriminelen, die nu in Groot-Brittannië wonen, achter slot en grendel zitten. |

## Seizoen 8: 2009
| Aflevering | Serie   | Titel van aflevering | Uitzenddatum BBC                 | Uitzenddatum KRO                               |
| ---------- | ------- | -------------------- | -------------------------------- | ---------------------------------------------- |
| 1          | 075-076 | Magdalene 26         | 6 september & 7 september 2009   | eerste uitzenddatum onbekend 18 september 2013 |
| 2          | 077-078 | End of the Night     | 13 september & 14 september 2009 | 13 september 2009 25 september 2013            |
| 3          | 079-080 | Substitute           | 20 september & 21 september 2009 | 20 september 2009 2 oktober 2013               |
| 4          | 081-082 | Endgame              | 27 september & 28 september 2009 | 27 september 2009 9 oktober 2013               |

## Seizoen 9: 2011
| Aflevering | Serie   | Titel van aflevering | Uitzenddatum BBC         | Uitzenddatum KRO | Plot |
| ---------- | ------- | -------------------- | ------------------------ | ---------------- | --- |
| 1          | 083-084 | Harbinger            | 13 mei & 14 mei 2011     | 19 maart 2014    | Het team krijgt als nieuwe aanwinst detective superintendent Sara Cavendisch. Ze blijkt meer geheimen te hebben dan ze laat merken, mede doordat ze door haar meerderen uit de antiterrorismeorganisatie is gezet. Boyd en zijn team onderzoeken de moord op een man. Maar waar is het lijk?       |
| 2          | 085-086 | Care                 | 20 mei & 21 mei 2011     | 14 juni 2014     | |
| 3          | 087-088 | Solidarity           | 27 mei & 28 mei 2011     | 28 juni 2014     | |
| 4          | 089-090 | Conviction           | 3 april & 4 april 2011   | 5 juli 2014      | |
| 5          | 091-092 | Waterloo             | 10 april & 11 april 2011 | 12 juli 2014     | Boyd moet van zijn bazen het coldcaseteam verlaten. Als laatste zaak onderzoekt hij de moord op zestien daklozen. Chiefsuperintendent Nickelson vermoordt Sara Cavendish, en legt haar in Boyds achtertuin. Boyd wordt daarop gearresteerd, maar weet Nickelson ten slotte dood te laten schieten. |